# Anthostella
Genre
Anthostella est un genre d'anémones de mer de la vaste famille des Actiniidae.

## Liste des espèces
Selon World Register of Marine Species (11 décembre 2014) :
- Anthostella badia (Carlgren, 1900)
- Anthostella stephensoni Carlgren, 1938